# Српско-далматински магазин
Српско-далматински магазин јесте најстарији литерарни годишњак који је у Боки и Далмацији излазио на српском језику више од три и по деценије (1836—1873). 
Покренуо га је Божидар Петрановић, а потом су га уређивали Ђорђе Николајевић и Герасим Петрановић. Био је то први часопис који је излазио на народном језику у Приморју.
Године 1854. уредништва се прима свештеник Јован Сундечић, професор на задарској Богословији. Лазар Томановић је један од многих Срба чији су радови објављивани у овом магазину (Бокељи у рату за ослобођење Грчке (1873) - монографија објављена у XXX књизи Српско-далматинског магазина.)

## Галерија
- Насловна страна издања Србско-далматинског магазина за 1840. годину
- Насловна страна издања Србско-далматинског магазина за 1867. годину
- Љубомир Вујновић, уредник последњег годишта часописа
- Јован Сундечић
- Божидар Петрановић